# Municipio de Ross (condado de Cherokee)
El municipio de Ross (en inglés: Ross Township) es un municipio ubicado en el condado de Cherokee en el estado estadounidense de Kansas. En el año 2010 tenía una población de 782 habitantes y una densidad poblacional de 5,56 personas por km².

## Geografía
El municipio de Ross se encuentra ubicado en las coordenadas 37°16′28″N 94°52′47″O / 37.27444, -94.87972. Según la Oficina del Censo de los Estados Unidos, el municipio tiene una superficie total de 140.67 km², de la cual 140,01 km² corresponden a tierra firme y (0,47 %) 0,66 km² es agua.

## Demografía
Según el censo de 2010, había 782 personas residiendo en el municipio de Ross. La densidad de población era de 5,56 hab./km². De los 782 habitantes, el municipio de Ross estaba compuesto por el 93,22 % blancos, el 2,69 % eran amerindios y el 4,09 % eran de una mezcla de razas. Del total de la población el 0,9 % eran hispanos o latinos de cualquier raza.